# Грачёвское сельское поселение (Орловская область)
Грачёвское се́льское поселе́ние — муниципальное образование в Залегощенском районе Орловской области Российской Федерации.
Административный центр — село Грачёвка.

## История
Статус и границы сельского поселения установлены Законом Орловской области от 3 сентября 2004 года № 424-ОЗ «О статусе, границах и административных центрах муниципальных образований на территории Залегощенского района Орловской области».

## Население
| 2010 | 2012 | 2013 | 2014 | 2015 | 2016 | 2017 |
| ---- | ---- | ---- | ---- | ---- | ---- | ---- |
| 656  | ↘654 | ↘644 | ↘635 | ↘614 | ↘595 | ↘584 |
| 2018 | 2019 | 2020 | 2021 | 2023 |      |      |
| ↘569 | ↘560 | ↘550 | ↘379 | ↘360 |      |      |

## Состав сельского поселения
| №  | Населённый пункт | Тип населённого пункта       | Население |
| -- | ---------------- | ---------------------------- | --------- |
| 1  | Весёлая          | деревня                      | 15        |
| 2  | Грачёвка         | село, административный центр | ↘401      |
| 3  | Евтехово         | деревня                      | 1         |
| 4  | Затишье          | посёлок                      | 1         |
| 5  | Ивань            | деревня                      | ↘0        |
| 6  | Козинка          | деревня                      | 6         |
| 7  | Кочеты           | деревня                      | ↘36       |
| 8  | Липовец          | посёлок                      | 13        |
| 9  | Ломцы            | посёлок                      | ↗41       |
| 10 | Марьина          | деревня                      | ↘52       |
| 11 | Паниковец        | деревня                      | ↘5        |
| 12 | Ржавец           | посёлок                      | ↘69       |
| 13 | Сергеевка        | деревня                      | ↘11       |
| 14 | Трехонетово      | деревня                      | ↘1        |